# Координационный комитет по экспортному контролю
Координационный комитет по экспортному контролю, более известный как КоКом или КОКОМ (англ. Coordinating Committee for Multilateral Export Controls, CoCom) — международная организация, созданная в 1949 году для многостороннего контроля над экспортом в СССР и другие социалистические страны; штаб-квартира в Париже. В эпоху холодной войны КоКом составлял перечни «стратегических» товаров и технологий, не подлежащих экспорту в страны «восточного блока», а также устанавливал ограничения по использованию товаров и технологий, разрешённых для поставки в виде исключения.
В перестроечную и постперестроечную эпохи подход КоКом к экспорту товаров в страны СНГ и Восточной Европы смягчился. Организация прекратила свою деятельность 31 марта 1994 года.
Взамен КОКОМ в 1996 было заключено Вассенаарское соглашение.

## Члены
Членами КоКом были 17 государств: США, Канада, Австралия, Япония, Великобритания, Бельгия, Дания, Франция, ФРГ, Греция, Италия, Люксембург, Нидерланды, Норвегия, Португалия, Испания, Турция. Кроме того, в вопросах экспорта с этой организацией сотрудничали такие страны, как Австрия, Финляндия, Ирландия, Новая Зеландия, Швеция и Швейцария.

## Нарушения
В конце 1980-х годов выяснилось, что японская компания Toshiba Machine Company и норвежская Kongsberg Gruppen в период с 1982 по 1984 год в обход запретов КоКом поставила в СССР восемь фрезерных станков, оснащённых высокопроизводительными вычислительными комплексами. США утверждали, что это позволило советским подводным лодкам снизить уровень шума и возможность их обнаружения. Конгресс США пытался ввести санкции против Toshiba, однако всё было сведено к аннулированию контрактов на поставку оборудования Toshiba армии и ВВС США.
Toshiba также обвинялась в том, что
уже на Олимпиаде-80 КГБ СССР обладал новейшей японской компьютерной техникой, поставленной Toshiba. Когда факт этого сотрудничества вскрылся, разразился международный скандал. Уже позже западники поняли, что советская разведка успешно обходила все «кокомы», создавая сеть фирм-однодневок в разных странах мира, закупавших программы и компьютеры, которые позже — порой через весь «шарик» — оказывались в СССР. Так, в Союзе, например, появились компьютеры — точная копия тех, что создавались в американской IBM